# Sophora toromiro
Sophora toromiro е вид цъфтящо дърво от семейство Бобови (Fabaceae). Видът е изчезнал от дивата природа.

## Разпространение
Видът е ендемит за Великденския остров. През първата половина на 17-ти век голяма част от горите на острова са унищожени поради силното обезлесяване, което през 1960-те довежда до изчезването на вида от дивата природа.
Благодарение на събрани семена от растението преди неговото изчезване, дървото е реинтродуцирано на острова в научен проект, който частично се ръководи от Кралската ботаническа градина Кю и Ботаническата градина в Гьотеборг.